# Garamond
La familia tipográfica Garamond es una de las más extendidas e influyentes de la historia de la tipografía. También es considerada una de las mejores romanas creada por Claude Garamond en el siglo XVI en Francia. Después de la muerte de Claude Garamond, el tipógrafo Cristóbal Plantino junto al tipógrafo francés Guillaume Le Bé y el tipógrafo alemán Conrad Berner compraron algunos de los punzones originales realizados por Garamond, con los que reali una serie de catálogos. Estos catálogos fueron considerados como las referencias más exactas por las empresas diseñadora de tipos que produjeron una reedición de los tipos de letra de Garamond a principios del siglo XX.

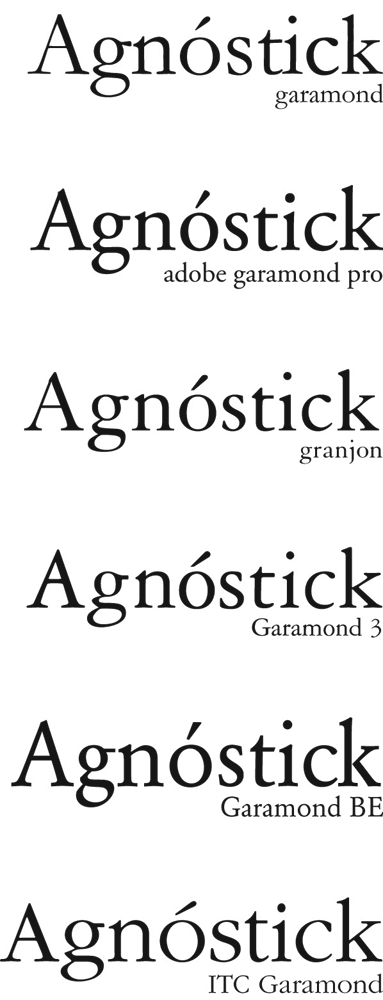
Diferentes tipos de Garamond

Hoy en día, la versión que se considera más lograda es la que realizó la empresa diseñadora de tipos Stempel en el año 1924, donde se utilizaron los diseños originales creados por Claude Garamond para las cursivas y romanas.

## Ubicación del sello y matrices originales
Algunos juegos completos de las plantillas originales, matrices y moldes se conservan hasta nuestros días y están en el Museo Plantin-Moretus de Amberes y otros se mantienen en la Imprimerie Nationale de París.